# Lac Koka
Le lac Koka, utilisé aussi comme réserve naturelle d'eau, est un lac éthiopien situé à 35 km d'Addis-Abeba. Il fait partie des lacs de la vallée du grand rift et a une superficie de 205 km2.